# Nadeen Wehdan
Nadeen Mammdoh Mohamed Wehdan oder Nadin Wahdan (arabisch نادين وهدان; * 20. August 1997 in Katar) ist eine katarische Trampolinturnerin.

## Leben & Karriere
Nadeen Mammdoh Mohamed Wehdan wurde am 20. August 1997 in Katar geboren, wo sie in der Hauptstadt Doha lebt. Bereits früh begann sie mit dem Trampolinturnen und übte den Sport im Laufe der Zeit auch auf Wettbewerbsebene aus, wobei sie zumeist bei nationalen Turnieren zum Einsatz kam. Bei den Panarabischen Spielen des Jahres 2011 erreichte sie die Silbermedaille im Einzelspringen und gehörte im Juni 2012 zu einer Reihe einheimischer Turner, die von der Qatar Gymnastic Federation (QGF) für ihre Leistungen in den letzten Jahren geehrt wurden. Beim Jannie Jansen International 2012 im südafrikanischen Pretoria gewann sie zusammen mit Fatima Salem Abdulla die Goldmedaille im Synchronspringen. Etwas mehr als zwei Jahre später vertrat Wehdan ihr Heimatland bei den Olympischen Jugend-Sommerspielen 2014 in Nanjing, China, für die sie sich Anfang Juni 2014 über die asiatischen Meisterschaften im Trampolinturnen in Chiba, Japan, qualifiziert hatte.
Beim Trampolinturnen der Jugend-Sommerspiele kam sie in einem 12-köpfigen Teilnehmerfeld aus 12 verschiedenen Nationen zum Einsatz und schaffte mit einem neunten Platz nur knapp nicht den Einzug in die Finalrunde, an der die acht besten Trampolinturnerinnen der Qualifikation teilnahmen. Bereits im September 2014 nahm Wehdan nicht nur am Loulé Cup 2014 in Portugal teil, wo sie den vierten Platz belegte, sondern war im gleichen Monat auch beim Trampolinturnen der Asienspiele 2014 im Einsatz, wo sie den sechsten und damit vorletzten Platz im Finale der Damen belegte. Bei den Weltmeisterschaften im Trampolinturnen 2014, die von 7. bis 9. November 2014 in Daytona Beach, Florida, ausgetragen wurde, belegte sie den 42. von 59 Plätzen und schaffte damit nicht den Einzug ins Finale der besten acht Athletinnen. Seitdem trat Nadeen Wehdan vermehrt wieder in nationalen Wettbewerben an und zog sich weitgehend von der internationalen Ebene zurück.